# Ältestes Haus (Dirmstein)
Das Älteste Haus in der rheinland-pfälzischen Ortsgemeinde Dirmstein ist ein historisches Steinhaus mit Fachwerkanteil, das im 16. Jahrhundert errichtet wurde. Es trägt den Namen „Ältestes Haus“ offiziell und steht unter Denkmalschutz.

## Geographische Lage
Das Gebäude steht im Ortszentrum traufständig an der Metzgergasse 10 auf einer Höhe von 102 m ü. NHN. Mit seiner Giebelseite weist es zu Salzgasse und Schlossplatz, schräg gegenüber steht das Sturmfedersche Schloss. Im Umkreis von 150 m finden sich weitere historische Bauwerke, z. B. Franz Rothermels Haus, der Kornhof, die barocke Laurentiuskirche, das Alte Rathaus und das Backhaus.

## Gebäude
Das Älteste Haus mit seinem rechteckigen Grundriss und der längeren Achse in West-Ost-Richtung besteht aus zwei Vollgeschossen. Das unter dem Walmdach liegende Dachgeschoss wird über Gaubenfenster beleuchtet, von denen je drei nach Norden und Süden, je zwei nach Westen und Osten blicken. Das gemauerte Untergeschoss ist wie der Nicht-Fachwerkanteil des Obergeschosses weiß verputzt. Der Hauseingang befindet sich an der östlichen Giebelseite, die an den Wirtschaftshof angrenzt. Dieser ist durch ein großes Tor mit Bogen erreichbar. Der Torbogen unterbricht die Mauer, die sich östlich an die nach Norden zeigende Hauptfassade anschließt. Das Obergeschoss der Hauptfassade ist in dunklem Fachwerk ausgeführt, die Ausfachungen sind weiß verputzt. Die sämtlich rechteckigen Fenster des Hauses besitzen keine Klappläden.

## Baugeschichte
Das Älteste Haus wurde im 16. Jahrhundert von einem offenbar wohlhabenden Bürger erbaut; es trägt die eingemeißelte Jahreszahl 1596, das Tor ist mit 1619 bezeichnet. Mit nur fünf oder sechs anderen Gebäuden überstand es 1689 das Niederbrennen des Ortes durch französische Truppen im Pfälzischen Erbfolgekrieg; als einziges überdauerte es bis heute. Es wurde um die Jahrtausendwende in Abstimmung mit der Denkmalschutzbehörde ansprechend restauriert.